# مایکل پارسا
مایکل پارسا سیاستمدار کانادایی است که در انتخابات عمومی ۲۰۱۸ به عنوان نمایندهٔ حوزهٔ انتخابیهٔ اورورا—اوک ریجز—ریچموند هیل در مجلس قانون‌گذاری انتاریو انتخاب شد. او عضو حزب محافظه‌کار پیشروی انتاریو است.